# Borys i Gleb
Zasugerowano, aby ten artykuł podzielić na różne artykuły – Borys Włodzimierzowic i Gleb Włodzimierzowic.

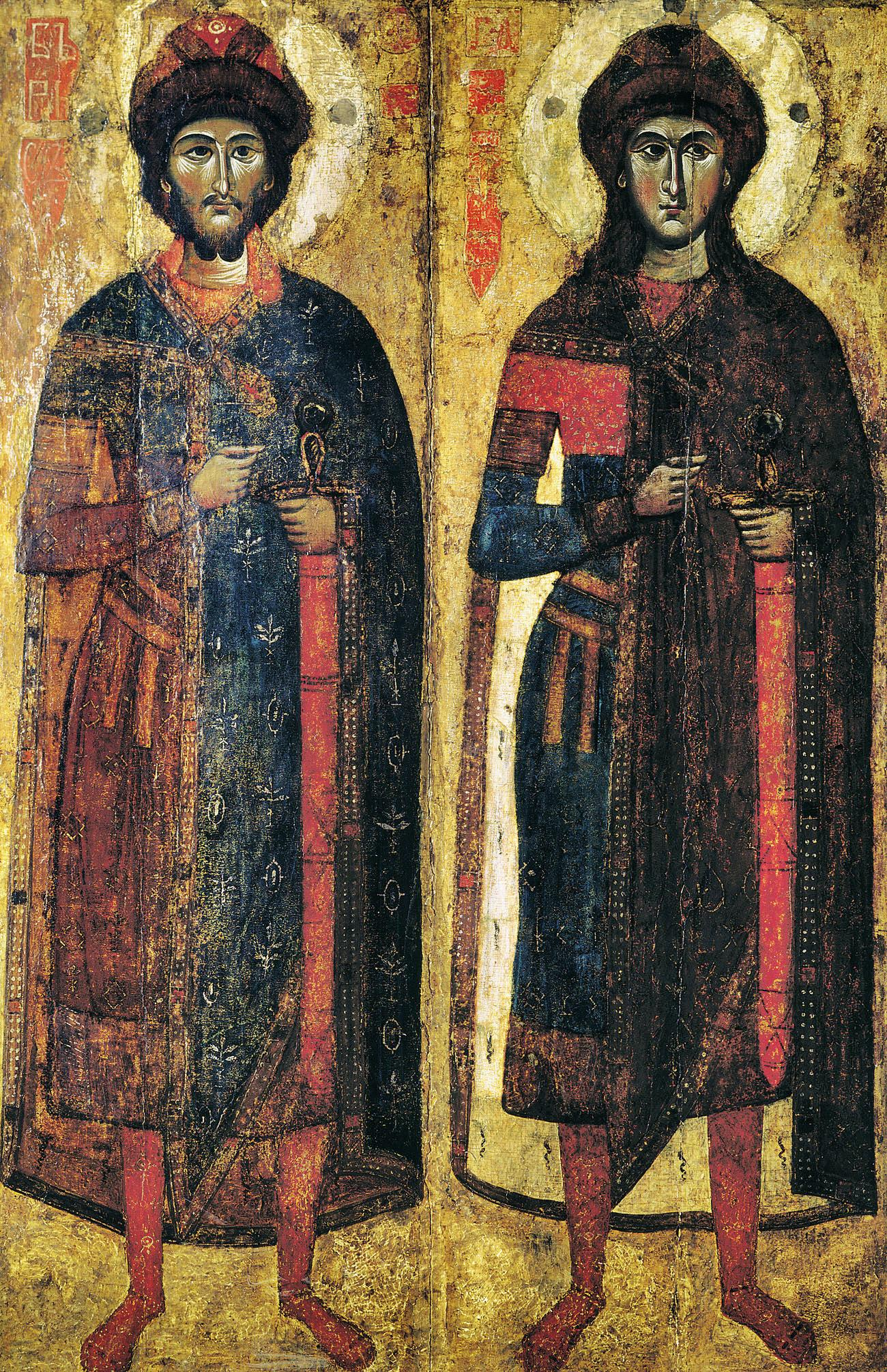
Borys i Gleb

Święci Borys i Gleb (zm. 1015) – święci prawosławni i katoliccy.

## Życiorys
Byli synami Świętego Włodzimierza. Borys był księciem rostowskim, a Gleb muromskim. Powszechnie przyjęta jest informacja, iż zostali zamordowani z rozkazu Świętopełka Przeklętego, ale ten pogląd zanegowali m.in. N.N. Iljin i A.F. Grabski, twierdząc, że zrobił to Jarosław Mądry wspierany przez posiłki wareskie, który postanowił najpierw rozprawić się z Borysem i Glebem, a później z groźniejszym przeciwnikiem, jakim był Świętopełk i tym samym utorować sobie drogę do tronu kijowskiego. Czczeni przez Cerkiew prawosławną, w Kościele katolickim ich kult dozwolił synod zamojski zatwierdzony przez papieża Benedykta XIII.